# Gottlieb Lüscher
Gottlieb Lüscher (* 31. Mai 1897 in Muhen; † 12. Juli 1984 in Gümligen; heimatberechtigt in Muhen) war ein Schweizer Lebensmitteltechnologe und Unternehmer.

## Kindheit und Ausbildung
Gottlieb Lüscher wurde in eine arme Bauernfamilie geboren. Er wuchs in Muhen auf und besuchte in Kölliken die Bezirksschule. Da die Familie kein Geld für ein Velo hatte, legte er diese Strecke täglich zu Fuss zurück.  Später besuchte er die Kantonsschule in Aarau. Lüscher studierte von 1916 bis 1920 Chemie an der ETH Zürich und erlangte 1921 die Doktorwürde.

## Haco
1922 wurde Gottlieb Lüscher Mitarbeiter der neugegründeten Haco. 1926 übernahm er neben der wissenschaftlichen auch die technische Leitung. Dieser gehörte er bis 1966 als Direktor und von 1967 bis 1980 als Verwaltungsrat an. 1927 rettete Lüscher das Unternehmen vor dem Konkurs, als er ein billiges Verfahren zur Herstellung von Würze erfand. 1929 lernte Lüscher den Migrosgründer Gottlieb Duttweiler kennen. Dies war der Beginn einer langjährigen Freundschaft sowie damit verbunden auch eine bis heute andauernde geschäftliche Partnerschaft zwischen der Migros und der Haco. Die Haco begann damals für die Migros Markenartikel zu kopieren. Zum Anfang waren die Ovomaltine-Kopie Eimalzin und vier verschiedenen Boullion-Sorten. 1931 folgte als billiges Gegenstück zum Kaffee Hag, der koffeinfreie Zaun-Kaffee. In den folgenden Jahren entwickelte die Haco auch verschiedene Produkte für die Migros, wie etwa den Farmer-Getreideriegel.
Der grösste Coup der Haco unter der Ära Lüscher gelang Tadeusz Reichstein. Gottlieb Lüscher benannte seinen Studienfreund 1931 zum Chef der neugegründeten pharmazeutischen Forschungsabteilung. Dieser gelang unter anderem die Synthetisierung des Vitamin Cs und des Cortisons. Reichstein erhielt 1950 den Nobelpreis für Medizin.
1982 erschien anlässlich des 85. Geburtstags und des 60-jährigen Dienstjubiläums eine in Zusammenarbeit von Paul Rothenhäusler und Lüscher selbst entstandene Biografie.

## Nachwirken
1972 stiftete Gottlieb Lüscher seiner Heimatgemeinde Muhen ein Altersheim.
Bis heute profitieren Studenten mit Heimatort Muhen aus einem Stipendienfonds, der ebenfalls von Lüscher gestiftet wurde.